# Solandra
Genre
Solandra est un genre de plantes de la famille des Solanaceae.

## Liste d'espèces
Selon NCBI (27 avr. 2016) :
- Solandra brachycalyx
- Solandra grandiflora
- Solandra guttata
- Solandra longiflora
- Solandra maxima

Selon ITIS (16 avr. 2012) :
- Solandra grandiflora Sw.
- Solandra longiflora Tussac

Selon Catalogue of Life (16 avr. 2012) :
- Solandra grandiflora

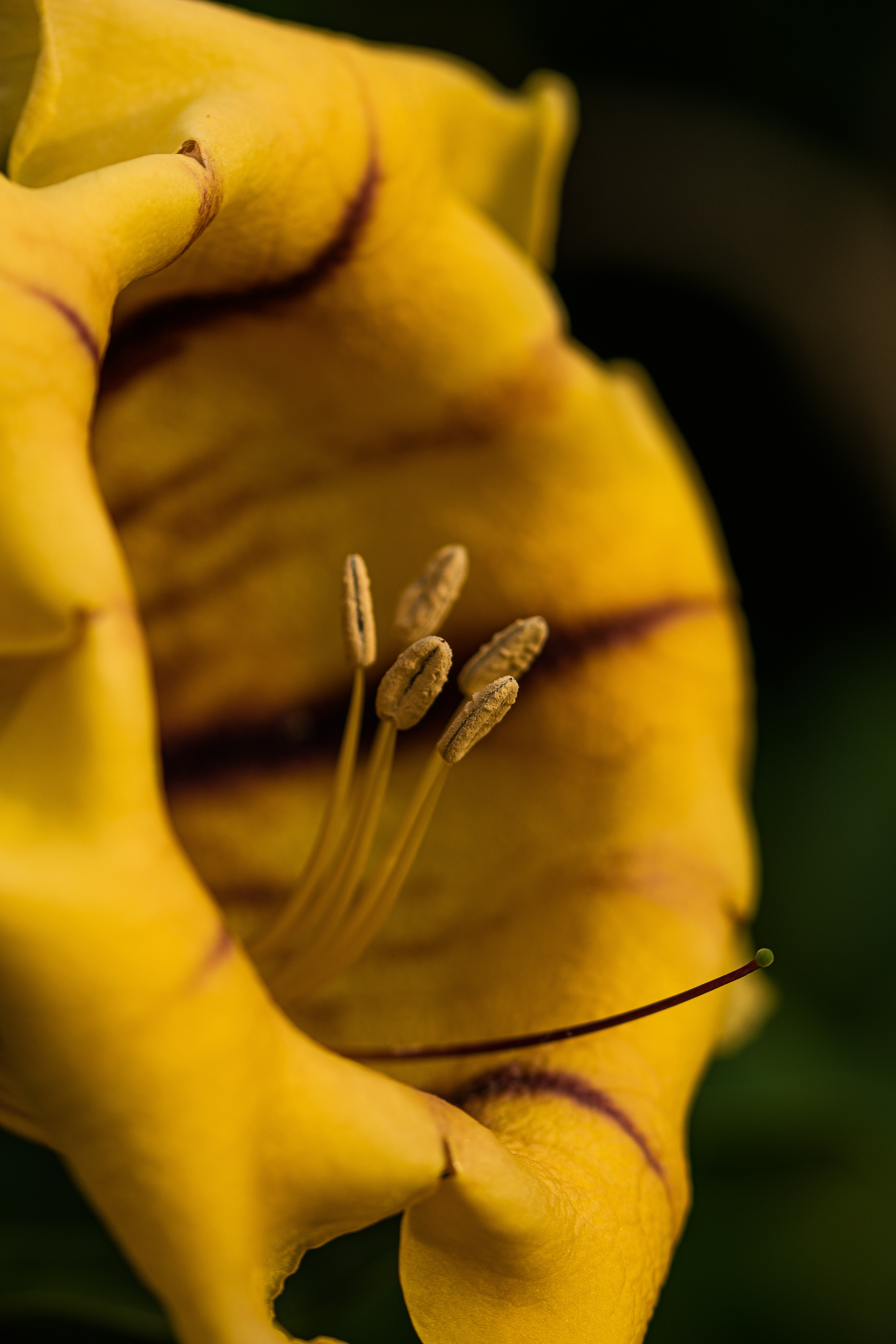
Fleur de Solandra maxima. Décembre 2021.

- Solandra Brevicalyx, « Cup Of Gold » en anglais, « Sac de Judas » en espagnol, est une plante réputée aphrodisiaque[4],[5]